# Pachyptila vittata
El pato petrel piquiancho o petrel-paloma de pico ancho (Pachyptila vittata) es una especie de ave procelariforme de la familia Procellariidae que habita en todos los océanos del hemisferio sur.